# Fiore Argento
Pour les articles homonymes, voir Argento.
Fiore Argento (née le 3 janvier 1970 à Rome) est une actrice, costumière et directrice de production italienne.

## Biographie
Fiore Argento est la fille du réalisateur Dario Argento et de la restauratrice d'art Marisa Casale, ainsi que la demi-sœur d'Asia Argento.

### Carrière
Fiore Argento n'a jamais connu la popularité de sa sœur Asia et la plupart des films dans lesquels elle a tourné ont été réalisés par son père.
Elle commence sa carrière en 1985 avec les films Phenomena et Démons.

## Filmographie
- 1985 : Phenomena, de Dario Argento : Vera Brandt
- 1985 : Démons (Dèmoni), de Lamberto Bava : Hannah
- 1993 : Trauma, de Dario Argento : Réceptionniste à la clinique Farraday
- 2004 : Card Player (Il cartaio), de Dario Argento : Lucia Marini
- 2023 : Dario Argento Panico de Simone Scafidi